# Имре Лакатош
Имре Лакатош (на унгарски: Lakatos Imre) е философ на науката, роден в Унгария, който е живял в Англия, един от представителите на постпозитивизма. Сред основните му приноси е концепцията за развитието на науката чрез т.нар. „научноизследователска програма“ (на английски: research programme): съвкупност от теории с обща „научна метафизика“.

## Биография
Роден е под името Аврум Липшиц в Дебрецен в еврейско семейство. По време на Втората световна война участва в антифашистката съпротива. Поради преследванията срещу евреите (майка му и баба му загиват в Освиенцим) е принуден да промени фамилията си на Молнар, а след това на Лакатош. Според някои източници приема пролетарската фамилия Лакатош (шлосер) след като започва работа в правителството на Унгарската народна република.
След войната завършва аспирантура в Московския университет под ръководството на София Яновска. За кратко работи в Министерството на образованието на комунистическа Унгария. По това време попада под силното влияние на идеите на сънародниците си Дьорд Лукач, Дьорд Пойа и Шандор Карачон. По време на култа към личността 1950–1953 г. е репресиран като „ревизионист“ и пратен в затвора. По време на Унгарската революция от 1956 г. бяга на Запад през Австрия и от 1958 г. живее постоянно във Великобритания. От 1969 г. е професор в Лондонската школа по икономика и политически науки. Умира през 1974 г. на 51 години от инсулт.

## Методология на научноизследователските програми
Лакатош е автор на теорията и методологията на „научноизследователските програми“, в чиито рамки развива принципа на фалсифицируемост на Карл Попър до степен, наречена от него изтънчена фалшифицируемост. Теорията на Лакатош изучава движещите сили за развитието на науката, продължава и едновременно с това оспорва методологичната концепция на Попър и полемизира с теорията на Томас Кун. Своите идеи Лакатош e споделял и обсъждал с Паул Файерабенд
Лакатош описва науката като конкурентна борба на научноизследователски програми, състоящи се от „твърдо ядро“ от априорно приети фундаментални допускания, които не могат да бъдат опровергани вътре в програмата, и „предпазен пояс“ от спомагателни хипотези ad hoc, които могат да се видоизменят и приспособяват според контрапримерите на програмата. Еволюцията на конкретната програма става чрез видоизменение и уточнение на „предпазния пояс“, докато разрушаването на „твърдото ядро“ теоретично означава отмяна на програмата и замяната ѝ с друга, конкурентна програма.
Като главен критерий за научност на една програма Лакатош посочва прираста на фактически знания, свързан със силата ѝ на предсказване. Докато програмата дава прираст на знания, работата на учения в нейните рамки е „рационална“. Когато програмата загуби силата си на предсказване и започне да работи само чрез пояса от спомагателни хипотези, Лакатош препоръчва отказ от по-нататъшното ѝ развитие. Посочва, че има отделни случаи, в които научноизследователската програма успява да преживее кризата и започва отново да дава научни резултати; така че придържането на учения към избраната програма дори по време на криза също се признава за „рационално“.